# Elk Falls Park
Elk Falls Park är en park i Kanada.   Den ligger i provinsen British Columbia, i den sydvästra delen av landet, 3 700 km väster om huvudstaden Ottawa. Elk Falls Park ligger 172 meter över havet. Den ligger vid sjön John Hart Lake.
Terrängen runt Elk Falls Park är huvudsakligen platt, men åt nordväst är den kuperad. Närmaste större samhälle är Campbell River, 6,5 km sydost om Elk Falls Park. 
I omgivningarna runt Elk Falls Park växer i huvudsak blandskog. Runt Elk Falls Park är det ganska tätbefolkat, med 192 invånare per kvadratkilometer.